# D・J・ニュービル
デボンテ・ジェレル・ニュービル（Devonte Jerrell Newbill, 1992年5月22日 - ）は、アメリカ合衆国ペンシルベニア州フィラデルフィア出身のプロバスケットボール選手。B.LEAGUEの宇都宮ブレックスに所属している。ポジションはシューティングガード。

## 経歴

### 大阪エヴェッサ
2020年8月21日にB.LEAGUEの大阪エヴェッサと契約した。
2022-23シーズン終了後、大阪を退団した。

### 宇都宮ブレックス
2023年6月30日に宇都宮ブレックスと契約した。
移籍1年目の2023-24シーズンは60試合に出場して平均16.3得点・4.9リバウンド・4.7アシストを記録し、MVPを受賞した。
2年目の2024-2025シーズンは60試合に出場して平均17.1得点・5.5リバウンド・6.1アシストを記録し、Bリーグ史上初の2度目のMVPを受賞した。